# سوسک بمب‌افکن
به سوسک‌های زمینی متعلق به چهار تبار Brachinini, Paussini, Ozaenini, و Metriini به خاطر نوع ویژه سیستم دفاعی‌شان، گفته می‌شود. سوسک‌های بمب‌افکن حشراتی شکارگر هستند و گروه کوچکی از حشرات زمین‌زی را تشکیل می‌دهند.
این سوسک‌ها در مناطق معتدل زندگی می‌کنند و می‌توان آن‌ها را در زیستگاه‌های متنوعی مشاهده کرد که این بستگی به گونه آن‌ها دارد. برخی آب و هوای رطوبت‌دار و بستر جنگل‌ها را ترجیح می‌دهند، در حالی که برخی دیگر زیستگاه‌های خشک‌تر را می‌پسندند. بیشتر در دشت‌های سیلابی نمناک مجاور رودخانه‌ها و نزدیک به دریاچه‌ها، یعنی نقاطی که در آن‌ها پس از توفان تالاب‌های موقتی ایجاد می‌شود یافت می‌شوند. همه این سوسک‌ها نیاز به پناهگاهی برای دور ماندن از نور خورشید دارند، بنابراین در طول روز در فضاهایی مانند زیر سنگ‌ها یا کنده درخت‌ها می‌مانند.
این سوسک‌ها غده‌هایی دارند که هیدروکینون و پروکسید هیدروژن تولید می‌کنند تا بدین طریق در مقابل جانوران شکارگر مختلف از خود دفاع کنند. آن‌ها از منفذهایی که در طول بدن خود دارند ترکیبی از چند ماده شیمیایی خارج می‌کنند که یکی از آن‌ها هیدروکینون است. این ترکیب شیمیایی سمی است و بوی تندی دارد که همین برای راندن یک پرنده گرسنه کافی است. یک احتمال برای روی آوردن این سوسک‌ها به چنین ترفند دفاعی این است که سوسک‌های بمب‌افکن نمی‌توانند پرواز کنند.
علت این که نام بمب‌افکن روی این سوسک‌ها گذاشته شد این بود که طبیعی‌دان‌های قدیمی گازهای متصاعد شده از بدن آن‌ها را دیده و صدای انفجاری ناشی از بیرون آمدن ماده شیمیایی را می‌شنیدند و این ویژگی را به بمب و توپ ارتباط دادند.

## ریخت‌شناسی
سوسک‌های بمب‌افکن حشرات کوچک‌جثه‌ای هستند که طول بدن آن‌ها کمی بیش از یک سانتی‌متر است. به‌طور معمول رنگ بدنشان متالیک و براق است. بال‌های رویی آن‌ها به پوششی سخت به نام بال‌پوش (الیترون) تبدیل شده که در واقع سپری برای محافظت از شکم حشره است که در زیر آن قرار دارد. بال‌های واقعی که عملکردی از خود نشان می‌دهند زیر پوشش حفاظتی بال‌پوش‌ها هستند، ولی در مورد سوسک‌های بمب‌افکن این بال‌ها بسیار تحلیل رفته و کاملاً بلا استفاده هستند.
بال‌پوش‌های آن‌ها به‌طور معمول تیره و متالیک هستند و قسمت سینه و سر متمایل به نارنجی است.

## سامانه دفاعی

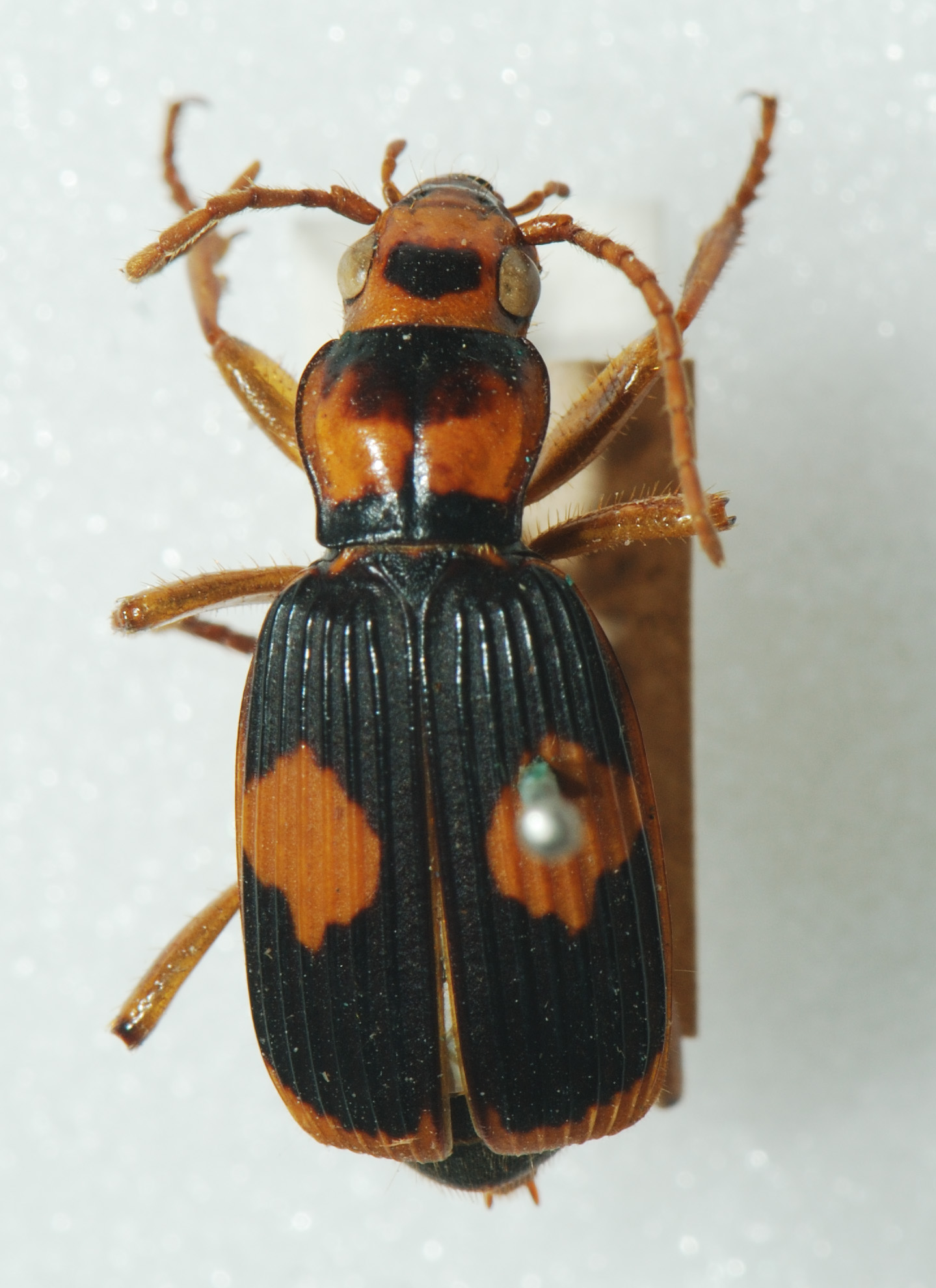
سوسک بمب‌افکن استرالیایی (Pheropsophus verticalis)

در انتهای شکم این حشره دو غده وجود دارد. یکی از آن‌ها «هیدروکینون» (Hydroquinone) تولید می‌کند و دیگری «پِروکسید هیدروژن» یا آب‌اکسیژنه (H2O2). هر دوی آن‌ها ماده شیمیایی سمی هستند. این دو ماده در مخزنی که از طریق دریچه‌ای یک‌سویه به یک محفظه انفجاری راه دارد ذخیره می‌شوند. لایه این محفظه انفجاری، دیواره ای ضخیم دارد و دارای سلول‌هایی است که از خود آنزیم‌هایی به نام کاتالاز و پروکسیداز ترشح می‌کنند. این آنزیم‌ها، هیدروکینون‌ها و پِروکسیدها را به مولکول‌های ساده‌تر تجزیه می‌کنند در حالی که در این میان مقادیر زیادی اکسیژن آزاد می‌شود. واکنش‌های شیمیایی نیز سبب می‌شوند ترکیب مولکول‌ها بیش از نقطه جوش گرم شود که این امر منجر به تبخیر شدن مقداری از این ترکیب می‌شود.
فشار موجود در محفظه واکنش به قدری زیاد می‌شود که ماده موجود در آن با سرعت فوق‌العاده بالایی طی ۷۰ پرتاب انفجاری سریع از سوراخ‌های کوچکی که در نوک انتهایی شکم قرار دارند به بیرون پرتاب می‌شود. صدای این انفجارها تا حدی است که گوش انسان قادر به شنیدن آن است. علت ضربانی بودن تراوش‌ها تجمع فشار در محفظه نگهدارنده ماده شیمیایی است که سبب بسته شدن درپوش یا سوپاپ بین مخزن و محفظه می‌شود. تنها در صورتی که محتویات درون محفظه با هم وارد واکنش شوند و از انتهای بدن سوسک به بیرون پرتاب شود دوباره ماده شیمیایی به درون محفظه ریخته می‌شود. همه این اتفاقات در کسری از یک ثانیه به پایان می‌رسند.
در برخی سوسک‌های بمب‌افکن آفریقایی اندام افشاننده ماده شیمیایی می‌تواند تا ۲۷۰ درجه گردش کند که در این صورت ماده ترشح شده به همه جهات و با هدف‌گیری دقیق پرتاب می‌شود. ابر سمی‌فوق‌العاده داغ حاصل از ماده شیمیایی، زخم‌های بسیار مهلکی روی بدن دیگر حشراتی که باعث آزار یا تهدید سوسک بمب‌افکن می‌شوند ایجاد می‌کند. این ماده حتی پوست انسان را هم می‌سوزاند.
بیش از ۵۰۰ گونه سوسک قاب‌بال در سراسر جهان وجود دارد که می‌توانند مقادیر کمی ماده شیمیایی از انتهای بدن خود خارج کنند. گونه‌هایی از سوسک‌های زمینی هستند که شباهت زیادی به سوسک‌های بمب‌افکن دارند، ولی بدون این سلاح سوزش‌آور هستند.